# معز الدين أويس
السُلطان الأَعظَمُ وَالخَاقَانُ المُلهَمُ مُعِزُّ دِينِ اللهِ المَنصُورُ الشَّيخُ أُوَيسُ بَهَادُر خَان بنُ حَسَن بُزُرك الجَلَائري (بالفارسية: السُلطَانُ الأعظم والخَاقَان المُلهَم مُعز دینِ‌الله‌المنصُور شَیخ أوَیس بهَادُور خان جلایری، وبالأذرية: Sultan Şeyx Üveys Bahadur Xan) (739هـ - 3 جُمادى الأولى 776هـ المُوافق فيه 1338م - 10 تشرين الأول (أكتوبر) 1374م) الشهير اختصارًا بِـ«معز الدين أويس» أو «أويس الأول» أو «الشيخ أويس»، هو ثاني سلاطين الدولة الجلائريَّة التي دام مُلكها لِما يُقارب قرنًا من الزمن، وهو أعظم الحُكَّام في تاريخ السَّلطنة. حكم البلاد (757 - 776هـ / 1356 - 1374م). في عهده بلغت الدولة أقصى امتداد لها وبلغت أسمى درجات القوة والازدهار. وكان شاعرًا أغزر وخطاطًا بديعًا وراعيًا عظيمًا للفنون والثقافة. قال عنه ابن تغري: «كَانَ مَلِكًا عَادِلًا ذَا شَهَامَةٍ وَصَرَامَةٍ قَلِيلَ الشَّرِّ كَثِيرَ الخَيرِ، مُحَبَبًا لِلفُقَرَاءِ وَالعُلَمَاءِ، وَفِيهِ شَجَاعَةٌ وَكَرَمٌ».

## ولادته ونشأته
ولد الشيخ اويس عام 739، 1338م  في بغداد وابوه هو السلطان حسن بزرك وامه هي السلطانة دلشاد خاتون، لم يسلط الضوء كثيرا على فترة حياته ولكنه كان أكبر اخوته وكان قد عهد اليه بالملك بعد ابيه ونشأ الشيخ اويس في بلاط الملك إلى جانب ابيه السلطان حسن بزرك وكان يتحدث اللغة الفارسية بسبب اصله الألخاني الفارسي وتأثره بالثقافة الفارسية إلى جانب تعلمه الفروسية والشعر وكان شاعرا موهوبا في زمنه ولديه قصائد كثيرة.
تولى السلطان الشيخ اويس حكم البلاد بعد وفاة ابيه وذلك عام 1356م وكان عمره 18 عاما، وكانت الدولة مهددة بالخطر بسبب الأعداء المتربصين له محاولين أسقاط ملكه فعمل على توسيع نطاق حكمه وتقويه نفوذ دولته حتى أصبحت الدولة الجلائرية في عصره دولة قوية وعظيمة من الناحية العسكرية وكبيرة الأتساع من الناحية النفوذية.

## حروبه
قاد السلطان اويس الكثير من الحروب للقضاء على اعدائه وتوسيع دولته وهذا ما جعل دولته تستقيم وتكبر وتقوى وهذا هو السبب الذي دفعه ليكون أقوى ملك من الملوك الجلائريين ودولته أكبر دولة من بين كل الملوك الجلائريين ومن حملاته العسكرية:
1. قاد السلطان اويس حملة عسكرية كبيرة على مدينة تبريز عندما ارسل اهلها رسالة إلى السلطان اويس يطلبون منه ان يفتح بلادهم وان يخلصهم من حاكمهم الظالم فرحب السلطان اويس بهذا الطلب وسار إلى تبريز في شهر رمضان عام 759 هـ وقد رحب أهل تبريز بقدومه اليهم اشد ترحيب
2. اقام امراء بلاد فارس وهم جلال الدين القزويني وأخي جوق وعلي بيلتن تمرداً ضد السلطان اويس وثاروا عليه فلما علم السلطان اويس بتمردهم قاد حملة عسكرية للقصاء عليهم فأستطاع تخليص مدينة تبريز منهم وسار اليهم فأستطاع قتلهم والقضاء على تمردهم وبقتل امراء بلاد فارس أصبحت كل مدن أذربيجان وآران وموغان تحت سيطرة السلطان اويس وامتدت في الطرف الشرقي حتى السلطانية وبحر الخزر.
3. اشتد العداء بين الشاه محمود واخيه الشاه مظفر على من سيحكم الدولة المظفرية بعد وفاة والدهما فبعد العداء الذي قام بينهما ارسل الشاه محمود يطلب مساعده وعون السلطان اويس في حربه ضد أخيه فرحب السلطان اويس بهذا الطلب املاً في اتساع رقعة بلاده فأرسل جيشه فسيطر على مدينة تستر (شوشتر) وقام بمساعدة الشاه محمود في حربه حتى استطاع الشاه الانتصار على أخيه بفضل مساعدة السلطان اويس.

قال عنة ابن تغردي بردي:
(كان ملكا حازما عادلا ذا شهامة وصرامة قليل الشر كثير الخير، محببا للفقراء وللعلماء، وكان مع هذا فيه شجاعة وكرم.)

## تمرد أمين الدين مرجان
كعادة أي ملك قوي أنه لم يسلم من التمردات الي حصلت على ملكه ولكنه استطاع القضاء عليها
في عام 766 ه‍ تمرد امين الدين مرجان الذي كان واليا على بغداد على السلطان اويس وخطب ببغداد للسلطان زين الدين ابي المعالي شعبان سلطان مصر وبعث برسله إلى مصر ومعه كتابه بأنه خلع اويس واقام الخطبة وضرب السكة بأسم سلطان مصر، فأكرم سلطان مصر رسل امين الدين مرجان وكتب له تقليدا بنيابة بغداد.
فلما علم اويس بذلك توجه اليه فهدم مرجان الجسور فغرقت معظم بغداد فتمكن السلطان من عبور نهر دجلة ونزل في قصر والده وتمكن من هزيمه امين الدين مرجان والقبض عليه لكنه لم يقتله بل عفا عنه واطلق سراحه بسبب وجود صداقة قديمة بينهم

## النهضة العلمية في عصره
شهدت بغداد في عصره نهضة ثقافية وعلمية اعادت مكانة المدينة العلمية من جديد ولم يشهد العراق مثلها قبل مجيء السلطان فمنذ سقوط بغداد وقد فقدت بغداد هيبتها ومكانتها العلمية في مجال العلوم ولكن في عهد السلطان اويس تطورت العلوم في زمانه والشعر والادب إضافة إلى كون السلطان اويس نفسه كان شاعرا وكان يجيد الشعر الفارسي، ومن أهم ظواهر النهضة العلمية في بغداد فقد تم بناء المدرسة المرجانية التي بناها امين الدين مرجان عام 758هـ
1356م والتي كانت تعلم العلوم المشهورة في ذلك الوقت وقد كان الطلاب يأخذون العلوم على شكل حلقات علمية في المدرسة وايضا يوجد بها قبر امين الدين مرجان فعندما مات دفن في المدرسة أضافة إلى وجود زخارف إسلامية عليها ووجود مصلى وهذا ما يميزها عن مدارس مصر وبلاد الشام في ذلك الوقت وهو شكلها وزخارفها ومصلاها وتصميمها الحضاري. ومن المدارس التي بنيت في عهد السلطان أويس:
1. المدرسة المرجانية.
2. مدرسة الوزير أسماعيل.
3. دار الشفاء.

ومن أهم العلوم التي كانت تدرس في هذه المدارس هي الطب والهندسة والرياضيات وعلم النجوم والاعداد والكيمياء أضافة إلى العلوم الدينية.
النهضة العمرانية في عصره
شهد العراق في عصره نهضة عمرانية كبيرة لم يشهد مثلها منذ سقوط الخلافة العباسية على يد المغول عام 1258 م فقد تطورت الهندسة العمرانية في عصره تطورا كبيرا وكذلك ابدى السلطان اهتمامه بالأضرحة الشيعية والمساجد الدينية وقام بتعميرها مما اثبت تشيعه وانتمائه للمذهب الشيعي.
وابرز مظاهر التطور المعماري وهو قصر عمارة دولتخانة وهو قصر شيد بأمر السلطان اويس والذي اتخذها عاصمة لمقر حكمه والذي يميزها اتساعها وجمالها ونقوشها المميزة الفريدة مما يثبت نهضة عمرانية قامت في عهد السلطان.
ففي سنة 760هـ جدد السلطان اويس بناء العتبة العلوية المقدسة وقام بتعميرها وكذلك العتبة الحسينية المقدسة الموجودة الآن قام بتعميرها وإعادة بنائها السلطان أويس الجلائري سنة 767 وتأريخها هذا موجود فوق المحراب القبلي مما يلي الرأس وأكملها ولده أحمد أويس سنة 786 .
ففي عام 769هـ ظهرت الصدوع في العتبة الكاظمية المقدسة بسبب تتابع الفيضانات فقام السلطان أويس الجلائري ببناء قبتين ومئذنتين وأمر بوضع صندوقين من الرخام على القبرين وزيِّنت الحضرة بالطابوق القيشاني ونقشت فيه الآيات القرآنية كما عمَّر الرواق ورباطاً كان في الصحن.
الفنون المشهورة في عصره
وكذلك انتشرت الفنون الجميلة في عهد السلطان اويس هو فن التصوير والخزف وصناعة السجاد كذلك كان السلطان يهتم بالشعر والعلم ويحب الشعراء والعلماء والفقراء فكان السلطان يقرض الشعراء ويحمي حمى الشعراء والأدباء ومن الشعراء المقربين أليه هو الشاعر الفارسي سلمان ساوجي الذي كان يمدح السلطان اويس بالكثير من القصائد.

## وفاته
أصيب السلطان أويس في آخر حياته بمرض السل فاضطر إلى ملازمة فراشه ويقال انه رأى قبل موته بثلاثة أشهر رؤيا تحدد له يوم وفاته فأعد تابوته وكفنه واعتكف للعبادة. ومات السلطان اويس عام 776ه عن ثمانية وثلاثين عاما ودفن في كورستان شادي آباد مشايخ وهو في قصبة بينه وبين شلوار (بيران شروان) على مسافة ستة كيلومترات من تبريز ومكتوب على قبره: (نفس النداء لقبر أنت ساكنه، انتقل السلطان الأعظم المغفور له والخاقان الملهم المسرور الراجي عفو الله الغفور المعز لدين الله المنصور شيخ اويس بهادر خان عليه رحمة الرحمن والرضوان من دار العمل إلى فردوس الجنان في الثالث من جمادي الأولى سنة ست وسبعين وسبعمائة).

## زوجاته وأولاده
زوجته: 
- حاجي ماما خاتون

أولاده:
- حسن الثاني.
- جلال الدين حسين.
- أحمد جلائر.
- الشيخ علي.
- الأمير بايزيد.
- تاندو خاتون.